# Parasicyonis sarsii
Parasicyonis sarsii är en havsanemonart som beskrevs av Oscar Henrik Carlgren 1921. Parasicyonis sarsii ingår i släktet Parasicyonis och familjen Actinostolidae. Inga underarter finns listade i Catalogue of Life.